# Luksemburg na Letnich Igrzyskach Olimpijskich 2016
Luksemburg na Letnich Igrzyskach Olimpijskich 2016 w Rio de Janeiro reprezentowało dziesięcioro zawodników. Był to 24. start reprezentacji Luksemburgu na letnich igrzyskach olimpijskich.

## Skład reprezentacji

### Kolarstwo
Mężczyźni
| Zawodnik      | Konkurencja                | Czas    | Pozycja |
| ------------- | -------------------------- | ------- | ------- |
| Fränk Schleck | wyścig ze startu wspólnego | 6:13:36 | 20.     |

Kobiety
| Zawodniczka       | Konkurencja                | Czas     | Pozycja |
| ----------------- | -------------------------- | -------- | ------- |
| Chantal Hoffmann  | wyścig ze startu wspólnego | DNF      | DNF     |
| Christine Majerus | wyścig ze startu wspólnego | 3:56:34  | 18.     |
| Christine Majerus | jazda indywidualna na czas | 48:16,17 | 22.     |

### Lekkoatletyka
Konkurencje biegowe
Mężczyźni
| Zawodnik        | Konkurencja | Eliminacje | Eliminacje | Półfinał | Półfinał | Finał | Finał   | Pozycja |
| Zawodnik        | Konkurencja | Czas       | Miejsce    | Czas     | Miejsce  | Czas  | Miejsce | Pozycja |
| --------------- | ----------- | ---------- | ---------- | -------- | -------- | ----- | ------- | ------- |
| Charles Grethen | 800 m       | 1:48,93    | 38.        | NQ       | NQ       | NQ    | NQ      | 41.     |

Kobiety
| Zawodnik         | Konkurencja | Eliminacje | Eliminacje | Półfinał | Półfinał | Finał | Finał   | Pozycja |
| Zawodnik         | Konkurencja | Czas       | Miejsce    | Czas     | Miejsce  | Czas  | Miejsce | Pozycja |
| ---------------- | ----------- | ---------- | ---------- | -------- | -------- | ----- | ------- | ------- |
| Charline Mathias | 800 m       | 2:09,30    | 58.        | NQ       | NQ       | NQ    | NQ      | 58.     |

### Pływanie
Mężczyźni
| Zawodnik            | Konkurencja          | Eliminacje | Eliminacje | Półfinał | Półfinał | Finał | Finał   | Pozycja |
| Zawodnik            | Konkurencja          | Czas       | Miejsce    | Czas     | Miejsce  | Czas  | Miejsce | Pozycja |
| ------------------- | -------------------- | ---------- | ---------- | -------- | -------- | ----- | ------- | ------- |
| Laurent Carnol      | 100 m st. klasycznym | 1:00.88    | =27        | NQ       | NQ       | NQ    | NQ      | =27.    |
| Laurent Carnol      | 200 m st. klasycznym | 2:11,94    | 21         | NQ       | NQ       | NQ    | NQ      | 21.     |
| Raphaël Stacchiotti | 100 m st. dowolnym   | 50,79      | 47.        | NQ       | NQ       | NQ    | NQ      | 47.     |
| Raphaël Stacchiotti | 200 m st. zmiennym   | 2:00,21    | 21.        | NQ       | NQ       | NQ    | NQ      | 21.     |
| Raphaël Stacchiotti | 400 m st. zmiennym   | 4:20.37    | 23.        | NA       | NA       | NQ    | NQ      | 23.     |

Kobiety
| Zawodnik     | Konkurencja        | Eliminacje | Eliminacje | Półfinał | Półfinał | Finał | Finał   | Pozycja |
| Zawodnik     | Konkurencja        | Czas       | Miejsce    | Czas     | Miejsce  | Czas  | Miejsce | Pozycja |
| ------------ | ------------------ | ---------- | ---------- | -------- | -------- | ----- | ------- | ------- |
| Julie Meynen | 50 m st. dowolnym  | 25,12      | 26.        | NQ       | NQ       | NQ    | NQ      | 26.     |
| Julie Meynen | 100 m st. dowolnym | 55,09      | 25.        | NQ       | NQ       | NQ    | NQ      | 25.     |

### Tenis stołowy
| Zawodnik   | Konkurencja   | Eliminacje       | 1/64                    | 1/32              | 1/16               | 1/8              | Ćwierćfinały     | Półfinały        | Finał            | Pozycja |
| Zawodnik   | Konkurencja   | Przeciwnik Wynik | Przeciwnik Wynik        | Przeciwnik Wynik  | Przeciwnik Wynik   | Przeciwnik Wynik | Przeciwnik Wynik | Przeciwnik Wynik | Przeciwnik Wynik | Pozycja |
| ---------- | ------------- | ---------------- | ----------------------- | ----------------- | ------------------ | ---------------- | ---------------- | ---------------- | ---------------- | ------- |
| Ni Xialian | singel kobiet | BYE              | Caroline Kumahara W 4:3 | Shen Yanfei W 4:3 | Feng Tianwei P 2:4 | NQ               | NQ               | NQ               | NQ               | 17.-32. |

### Tenis ziemny
| Zawodnik      | Konkurencja     | 1/32                               | 1/16                          | 1/8                              | Ćwierćfinały     | Półfinały        | Finał            | Pozycja |
| Zawodnik      | Konkurencja     | Przeciwnik Wynik                   | Przeciwnik Wynik              | Przeciwnik Wynik                 | Przeciwnik Wynik | Przeciwnik Wynik | Przeciwnik Wynik | Pozycja |
| ------------- | --------------- | ---------------------------------- | ----------------------------- | -------------------------------- | ---------------- | ---------------- | ---------------- | ------- |
| Gilles Müller | singel mężczyzn | Jerzy Janowicz W 5:7, 6:1, 7:6(10) | Jo-Wilfried Tsonga W 6:4, 6:3 | Roberto Bautista-Agut P 4:6, 6:7 | NQ               | NQ               | NQ               | 9.-16.  |